# Tjärö-Bockön-Eriksberg
Tjärö-Bockön-Eriksberg este o arie protejată (arie de protecție specială avifaunistică — SPA) din Suedia întinsă pe o suprafață de 1.012,8 ha, integral pe uscat.

## Localizare
Centrul sitului Tjärö-Bockön-Eriksberg este situat la coordonatele 56°09′26″N 15°01′21″E / 56.1573°N 15.0225°E.

## Înființare
Situl Tjärö-Bockön-Eriksberg a fost declarat arie de protecție specială avifaunistică în martie 1996 pentru a proteja 12 specii de animale.

## Biodiversitate
Situată în ecoregiunile continentală și marină baltică, aria protejată nu include niciun habitat protejat.
La baza desemnării sitului se află mai multe specii protejate de  păsări (12): rața moțată (Aythya fuligula), Bucephala clangula, erete de stuf (Circus aeruginosus), sfrâncioc roșiatic (Lanius collurio), ciocârlie de pădure (Lullula arborea), ferestraș mic (Mergus albellus), vultur pescar (Pandion haliaetus), Phalacrocorax carbo sinensis, eider (Somateria mollissima), chiră de baltă (Sterna hirundo), Sterna paradisaea, silvie porumbacă (Sylvia nisoria).